# پابلو گرانیا
پابلو گرانیا (انگلیسی: Pablo Graña؛ زادهٔ ۱۹۹۹) قایقران کانو اهل اسپانیا است.
وی در مسابقات کشوری و بین‌المللی در مجموع برندهٔ ۴ مدال طلا، ۱ مدال نقره، ۲ مدال برنز شده‌است.